# Белый Переезд (Петриковский район)
Белый Переезд (бел. Белы Пераезд) — деревня в Комаровичском сельсовете Петриковского района Гомельской области Беларуси.
Кругом лес.

## География

### Расположение
В 58 км на северо-запад от Петрикова, 45 км от железнодорожной станции Муляровка (на линии Лунинец — Калинковичи), 212 км от Гомеля.

## Транспортная сеть
Транспортные связи по просёлочной, затем автомобильной дороге Копцевичи — Новосёлки. Планировка состоит из прямолинейной улицы, ориентированной с юго-запада на северо-восток, к которой на юге присоединяется короткая прямолинейная улица. Застройка двусторонняя, неплотная, деревянная, усадебного типа.

## История
По письменным источникам известна с XIX века как селение в Комаровичской волости Мозырского уезда Минской губернии. Обозначена на карте 1866 года, которая использовалась Западной мелиоративной экспедицией, работавшей в этих местах в 1890-е годы. В 1921 году деревня и застенок, которые позже объединились в один населённый пункт. В 1931 году организован колхоз. Во время Великой Отечественной войны 11 жителей погибли на фронте. Согласно переписи 1959 года в составе совхоза «Комаровичи» (центр — деревня Комаровичи). Действовал фельдшерско-акушерский пункт.

## Население

### Численность
- 2004 год — 13 хозяйств, 20 жителей.

### Динамика
- 1897 год — 14 дворов, 127 жителей (согласно переписи).
- 1917 год — 205 жителей.
- 1921 год — 26 дворов, 136 жителей; в застенке 13 дворов, 61 житель.
- 1959 год — 167 жителей (согласно переписи).
- 2004 год — 13 хозяйств, 20 жителей.